# Herzog von Alburquerque

Wappen des Herzogs von Albuquerque

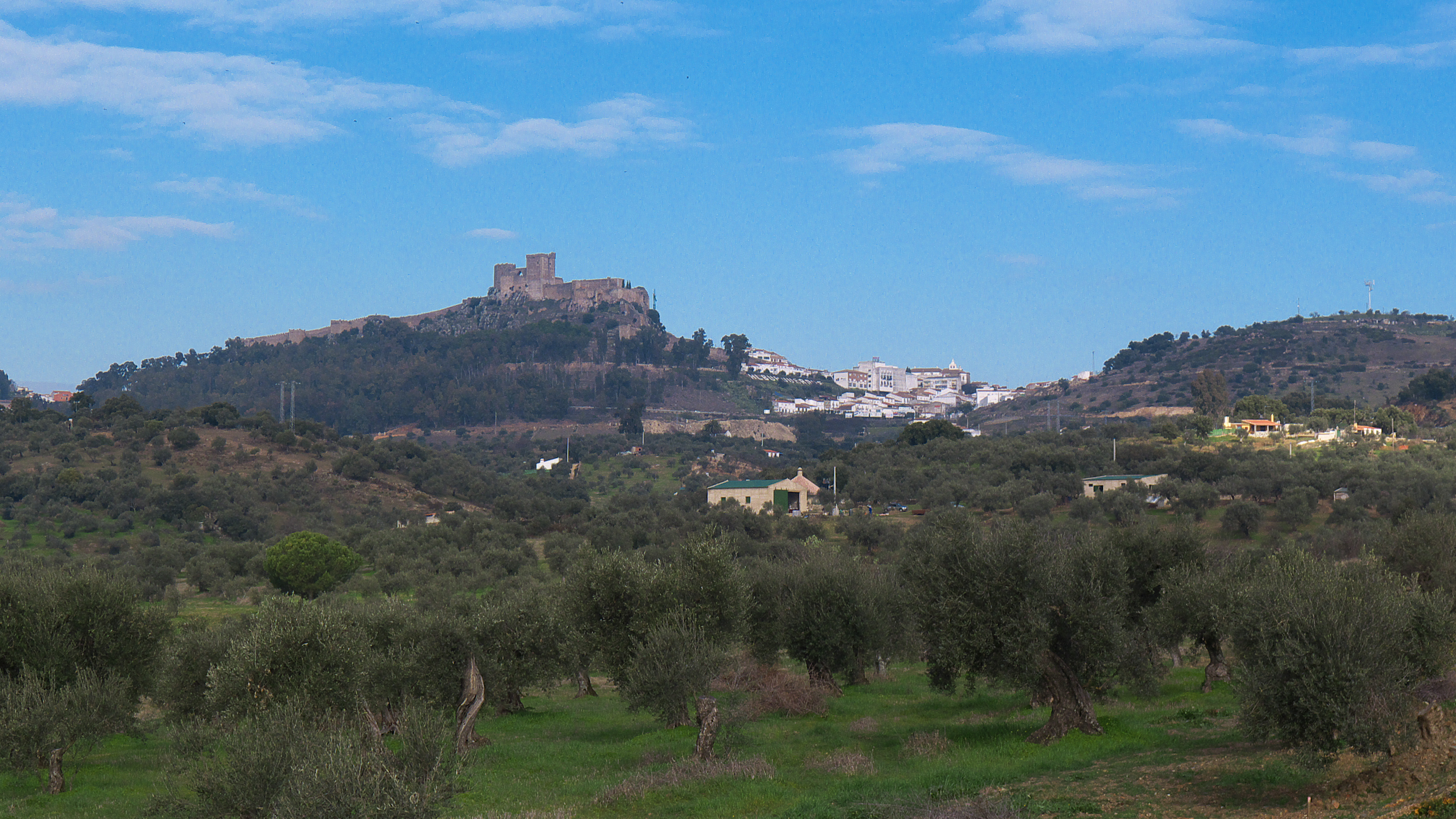
Alburquerque (Spanien)

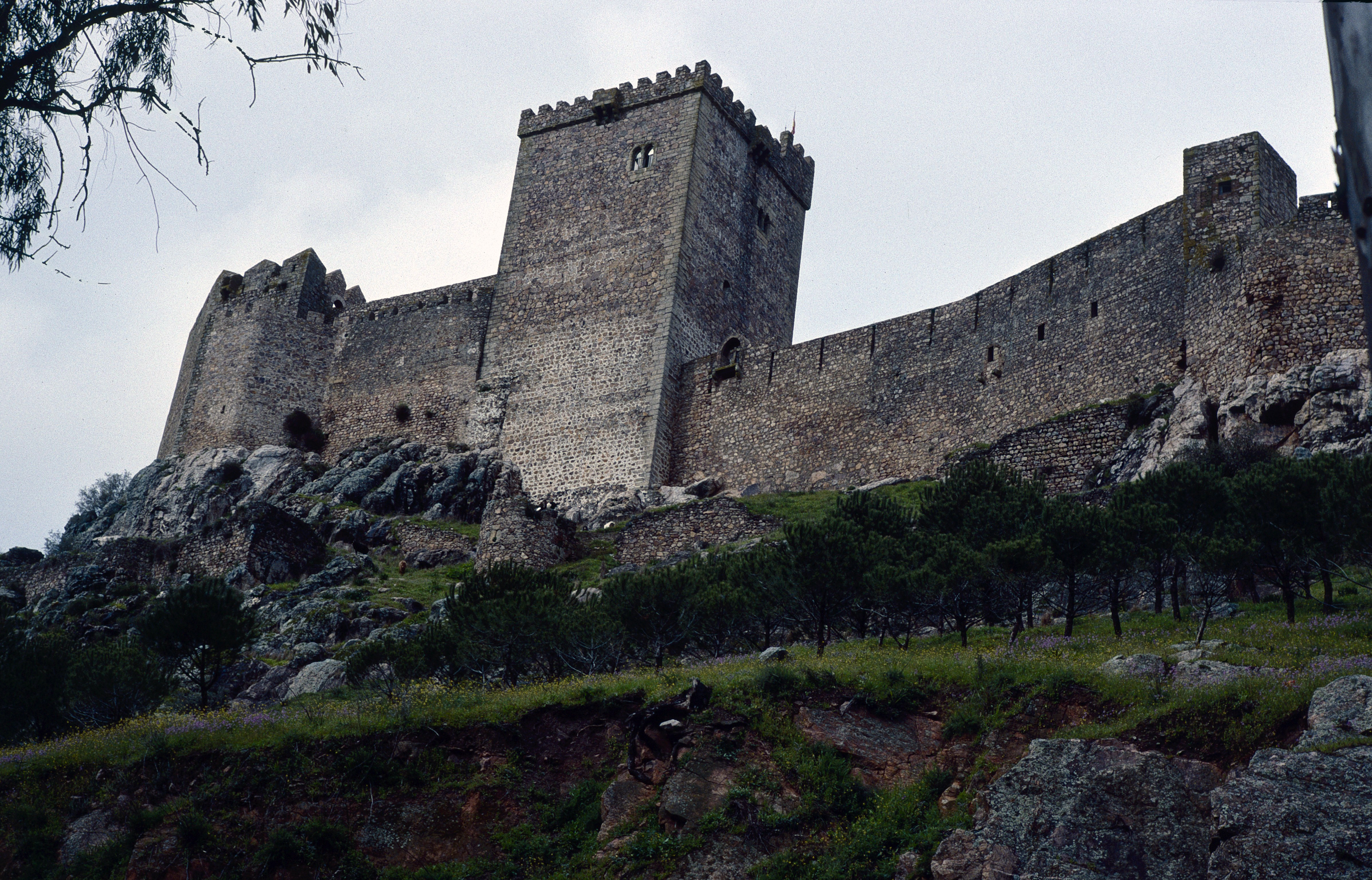
Die Burg von Alburquerque

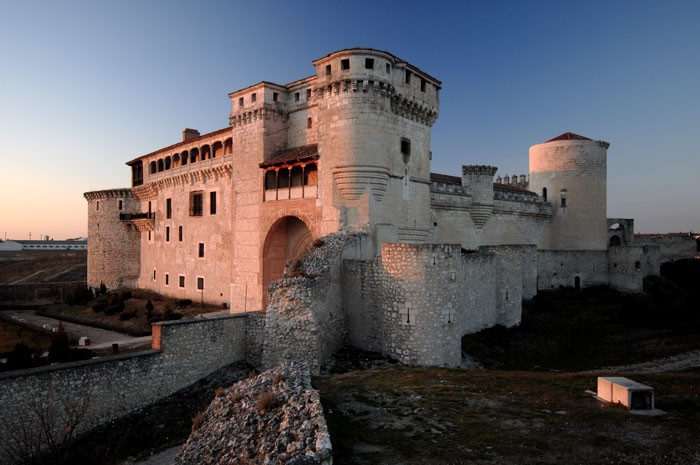
Castillo de Cuéllar, seit 1464 Sitz der Herzöge von Alburquerque

Graf von Alburquerque und später Herzog von Alburquerque sind Titel des spanischen Hochadels, die sich auf die Stadt Alburquerque in der Provinz Badajoz beziehen.

## Geschichte
Der erste Graf war Affonso Sanchez († 1329), „Bastard von Portugal“, als unehelicher Sohn von König Dionysius, der 1304 den Grafentitel erhielt, nachdem er Teresa Martíns de Menezes († 1350) geheiratet hatte, die 5. Herrin von Albuquerque als Erbtochter von Juan Alfonso de Menezes, Herrn von Albuquerque. Dessen Sohn und Enkel wurden Opfer des kastilischen Königs Peter I. der Grausame.
Wenig später befand sich Alburquerque in der Hand von Peters Halbbruder Sancho Alfonso (1342–1374), einem unehelichen Sohn des Königs Alfons XI. von Kastilien. Seine Nachkommen führten den Grafentitel bis zur Mitte des 15. Jahrhunderts; 1476 wurden sie zu „Herzögen von Segorbe“ ernannt.
Der Titel eines „Herzogs von Alburquerque“ wurde schließlich am 26. November 1464 verliehen. Erster Titelträger war Beltrán Fernández de la Cueva (1443–1492), der als Geliebter der Johanna von Portugal gilt, der Ehefrau des Königs Heinrich IV. von Kastilien († 1474), genannt „el impotente“. Die Tochter aus dieser Ehe, Johanna von Kastilien (1462–1530) wurde unter ihrem Beinamen la Beltraneja bekannt, da Heinrich IV. seine Vaterschaft niemals glaubhaft machen konnte. Johanna wurde 1474 zur Königin proklamiert, aber bald durch ihre Tante Isabella I. „die Katholische“ ersetzt. Beltrán de la Cueva wurde nach der Geburt Johannas vom Hof entfernt und erhielt als Entschädigung den Titel eines „Herzogs von Alburquerque“; er ließ ab 1461 das Castillo de Mombeltrán bauen. Drei Jahre später belehnte ihn der König mit Stadt und Schloss Cuéllar, das bis heute Familiensitz ist.
Weitere bekannte Herzöge sind der 8. Herzog von Alburquerque, der Gründer der Stadt Albuquerque im US-Bundesstaat New Mexico, sowie  Beltrán Osorio y Díez de Rivera (1919–1994), Herzog von Alburquerque, der als Amateurjockey ab 1952 versuchte, das Grand National Steeplechase zu gewinnen, bis ihm 1976 zu seiner eigenen Sicherheit die Lizenz entzogen wurde.
Der spanische Titel Herzog von Alburquerque ist zu unterscheiden vom portugiesischen Titel Herzog von Albuquerque, der von der Familie Costa de Sousa de Macedo geführt wird, seitdem er am 19. Mai 1886 João Afonso da Costa de Sousa de Macedo verliehen wurde.

## Herren von Albuquerque
- Juan Alfonso de Menezes, Conde de Barcelos, Herr von Albuquerque und Medellin; ⚭ Tereza Sanchez Bastardin von Kastilien, uneheliche Tochter des Königs Sancho IV. el Bravo
- Teresa Martíns de Menezes, († 1350) 5. Herrin von Albuquerque, deren Tochter; ⚭ Affonso Sanchez, Bastard von Portugal, siehe unten

## Grafen von Alburquerque
- Affonso Sanchez († 1329) Bastard von Portugal, 1304 1. Conde de Alburquerque, Herr von Vila do Conde, unehelicher Sohn von König Dionysius; ⚭ Teresa Martíns de Menezes (siehe oben)
- Juan Alfonso de Portugal († 1354), 1329 2. Conde de Alburquerque, sn de Azagala, Codosera, Alconchel, Medellin, Meneses, Tiedra etc., Sohn von Affonso Sanchez und Teresa Martíns, von König Peter I. von Kastilien ermordet; ⚭ Isabel Tellez de Meneses, † nach 1354, Señora de Meneses, Montealegre, Tiedra, Grajal de Campos y Alba de Liste, Tochter von Tello Alfonso de Meneses (Haus Burgund-Ivrea) und Maria von Portugal
- Martim Gil (unehelich, † 1365) Bastard von Alburquerque, 3. Herr von Alburquerque und Menezes, von König Peter I. von Kastilien ermordet
- Sancho Alfonso (1342–1374), Conde de Alburquerque, sn de Ledesma, Alba de Liste, Medellin, Tiedra y Montalban, unehelicher Sohn des Königs Alfons XI. von Kastilien; ⚭ Beatrix von Portugal, Tochter von Peter I. von Portugal und Inês de Castro
- Fernando von Kastilien (1373–1385), Conde de Alburquerque, sn de Ledesma etc., Sohn von Sancho Alfonso
- Eleonore Urraca von Kastilien (1374–1435), 1385 Condesa de Alburquerque, Schwester Fernandos; ⚭ Ferdinand, Infant von Kastilien († 1416), König von Aragón, König von Sizilien, Graf von Barcelona
- Enrique Infant von Aragón (1399–1445), 1418 Conde de Alburquerque, 1420 Duque de Villena, Sohn von Eleonore – seine Nachkommen sind die Herzöge von Segorbe

## Herzöge von Alburquerque
- Beltrán de la Cueva (1443–1492)  1462 1. Conde de Ledesma, 1464 1. Duque de Albuquerque; ⚭ I Mencía de Mendoza y Luna († 1476), Tochter von Diego Hurtado de Mendoza, 2. Marqués de Santillana, 1. Duque del Infantado; ⚭ II Mencía de Toledo, Tochter von García Álvarez de Toledo, 1. Herzog von Alba; ⚭ III María de Velasco, 1. Duquesa de la villa de Roa (ad personam), Tochter von Pedro Fernández de Velasco y Tovar, 2. Conde de Haro, 6. Condestable de Castilla
- Francisco I. Fernández de la Cueva (1463–1526), 2. Duque de Alburquerque, 2. Conde de Ledesma, Sohn Beltrán de La Cuevas aus dessen ersten Ehe; ⚭ 1476 Francisca Álvarez de Toledo, genannt Francisca de Toledo y Enríquez, Tochter von García Álvarez de Toledo, 1. Herzog von Alba, die Schwester seiner Stiefmutter
- Beltrán II. de la Cueva y Toledo (1477–1560), deren Sohn, 3. Duque de Alburquerque, 3. Conde de Ledesma, 1535–1539 Vizekönig von Aragón, 1552–1560 Vizekönig von Navarra; ⚭ Isabel Girón, Tochter von Juan Téllez-Girón (Juan Pacheco), 2. Conde de Ureña, 3. Señor de Osuna,
- Francisco II. Fernandéz de la Cueva (um 1510–1563), deren Sohn, 4. Duque de Alburquerque, 4. Conde de Ledesma; ⚭ I Constanza de Leiva, Tochter von Antonio de Leiva, 1. Principe di Ascoli; ⚭ II María Fernández de la Córdoba, Tochter von Luis Fernández de Córdoba, 2. Marqués de Comares
- Gabriel III. de la Cueva y Girón (um 1515–1571), dessen Bruder, 5. Duque de Alburquerque, 2. Marqués de Cuéllar, 5. Conde de Ledesma, 1560–1564 Vizekönig von Navarra, 1564–1571 Gouverneur des Herzogtums Mailand; ⚭ Isabel Juana de la Lama, Tochter von Gonzalo Fernández de la Lama
- Beltrán III. de la Cueva y Castilla (1573–1612), Neffe des 3. Herzogs, 6. Duque de Alburquerque, 3. Marqués de Cuéllar, 6. Conde de Ledesma, Vizekönig von Aragón 1601–1602; ⚭ I Isabel de la Cueva y Córdoba, Tochter von Francisco de la Cueva, 4. duque de Albuquerque (seine Nichte); ⚭ II Francisca de Córdoba Cardona y Aragón, Tochter von Diego Fernández de Córdoba, el Africano, 3. Marqués de Comares
- Francisco III. Fernández de la Cueva y de la Cueva (1575–1637), dessen Sohn aus erster Ehe, 7. Duque de Alburquerque, 4. Marqués de Cuéllar, 7. Conde de Ledesma, Vizekönig von Katalonien 1615–1619, Vizekönig von Sizilien 1627–1632; ⚭ I Antonia de Toledo y Beaumont, Schwester von Antonio, 5. Duque de Alba de Tormes; ⚭ II Ana Maria de Padilla, Martín de Padilla y Manrique, 1. Conde de Santa Gadea; ⚭ III Ana Enríquez de Cabrera y Colonna, Tochter von Luis III Enríquez de Cabrera, 4. Duque de Medina del Río Seco
- Francisco IV. Fernández de la Cueva y Enriquez de Cabrera (1619–1676), dessen Sohn, 8. Duque de Alburquerque, 6. Marqués de Cuéllar, 8. Conde de Ledesma, 1653–1660 Vizekönig von Neuspanien, 1667–1670 Vizekönig von Sizilien; ⚭ Ana Francisca de Ribera y Armendáriz, 2. Marquesa de Cadreita, Tochter von López Díez de Aux y Armendáriz, 1. Señor y 1. Marqués de Cadreita,
- Melchor Fernández de la Cueva y Enriquez de Ribera (1625–1686), dessen Bruder, 9. Duque de Alburquerque, 7. Marqués de Cuéllar, 9. Conde de Ledesma; ⚭ Ana Fernández de la Cueva Armendáriz y Ribera, 3. Marquesa de Cadreita, Tochter seines Bruders Francisco, 8. duque de Albuquerque
- Francisco V. Fernández de la Cueva Enriquez de Cabrera Díez de Aux de Armendáriz Afán de Ribera (1666–1733), dessen Sohn, 10. Duque de Albuquerque, 8. Marqués de Cuéllar, 10. Conde de Ledesma, 1701–1711 Vizekönig von Neuspanien; ⚭ Juana de la Cerda Aragón y Moncada, Tochter von Juan Francisco II. Tomás Lorenzo de la Cerda Enríquez de Ribera y Portocarrero, 8. Duque de Medinaceli
- Francisco VI. Fernández de la Cueva y de la Cerda (1692–1757), dessen Sohn, 11. Duque de Alburquerque, 9. Marqués de Cuéllar, 11. Conde de Ledesma; ⚭ Agustina Ramona de Silva, al María Agustina de Silva y Mendoza, al de Silva Hurtado de Mendoza y Guzmán de los Ríos, Tochter von Juan de Dios de Silva y Mendoza, 10. Duque del Infantado
- Pedro Miguel de la Cueva Velasco y Guzmán Dávalos Ponce de León Spinola y Santillán († 1762), 12. Duque de Alburquerque, 3. Marqués de la Mina, 10. Marqués de Cuéllar, 12. Conde de Ledesma; ⚭ Beatriz Benita Antonia Enríquez de Navarra Dávalos Martel y Grimaldi, Tochter von Francisco Enríquez y Dávalos, 2. Marqués de Peñafuente,
- Miguel José María de la Cueva y Enríquez de Navarra Velasco Guzmán Dávalos Ponce de Léon Spínola y Santillán (1743–1803), 13. Duque de Alburquerque, 4. Marqués de la Mina, 11. Marqués de Cuéllar, 13. Conde de Ledesma; ⚭ Cayetana María de la Cerda y Cernesio Odescalchi Manrique de Lara y Guzmán, Tochter von Joaquín María de la Cerda y Téllez-Girón
- José Miguel de la Cueva y de la Cerda Velasco Guzmán Dávalos Ponce de León Spínola Santillán Enríquez de Navarra Cernesio Odescalchi Martel Grimaldi Manrique de Lara (1775–1811), dessen Sohn, 14. Duque de Alburquerque, 5. Marqués de la Mina, 12. Marqués de Cuéllar, 14. Conde de Ledesma; ⚭ Escolástica Gutiérrez de los Ríos y Sarmiento, Tochter von Carlos Gutiérrez de los Ríos y Rohan-Chabot, 6. Conde de Fernan Nuñez,
- Nicolás de Osorio y Zayas (1793–1866), 15. Duque de Alburquerque, 4. Duque de Algete, 13. Marqués de Cuéllar, 15. Conde de Ledesma; ⚭ Inés Francisca de Silva-Bazán y Téllez-Girón, Tochter von osé Gabriel de Silva Bazán y Waldstein, 12. Marqués del Viso etc.
- José Isidro Osorio y Silva-Bazán (1825–1909), dessen Sohn, 16. Duque de Alburquerque,5. Duque de Algete, 14. Marqués de Cuéllar, 16. Conde de Ledesma; ⚭ Sofia Sergejewna Fürstin Trubetzkoi, Tochter von Sergej Wassiljewitsch Fürst Trubetzkoi,
- Miguel Osorio y Martos (1886–1942), dessen Großneffe, 17. Duque de Alburquerque, 6. Duque de Algete, 8. Marqués de la Mina, 14. Marqués de Cuéllar, 17. Conde de Ledesma; ⚭ Ines Diez de Rivera y de Figueroa, Tochter von Pedro Díez de Rivera y Muro, 5. Conde de Almodóvar,
- Beltrán Alfonso Osorio Díez de Rivera (1919–1994), dessen Sohn, 18. Duque de Alburquerque, 7. Duque de Algete, 15. Marqués de Cuéllar, 18. Conde de Ledesma; ⚭ I Teresa Bertran de Lis y Pidal, Tochter von Vicente Carlos Luis Beltrán de Lis y Gurowski, 3. Marqués de Bondad Real, ⚭ II María Cristiana Malcampo y San Miguel, 15. duquesa del Parque, 7. Duquesa de San Lorenzo de Valhermoso

- Juan Miguel Osorio y Beltrán de Lis (* 1958), dessen Sohn, 19. Duque de Alburquerque, 8. Duque de Algete, 16. Marqués de Cuéllar, 19. Conde de Ledesma; ⚭ I Beatriz Letelier y Bomchil; ⚭ II Blanca de Suelves y Figueroa, Tochter von José Suelves y Ponsich, 11. Marqués de Tamarit

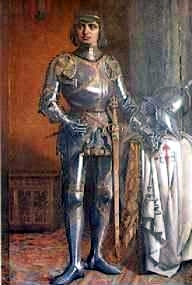
Beltrán de la Cueva (1443–1492), 1. Duque de Albuquerque (Darstellung aus dem 19. Jahrhundert)
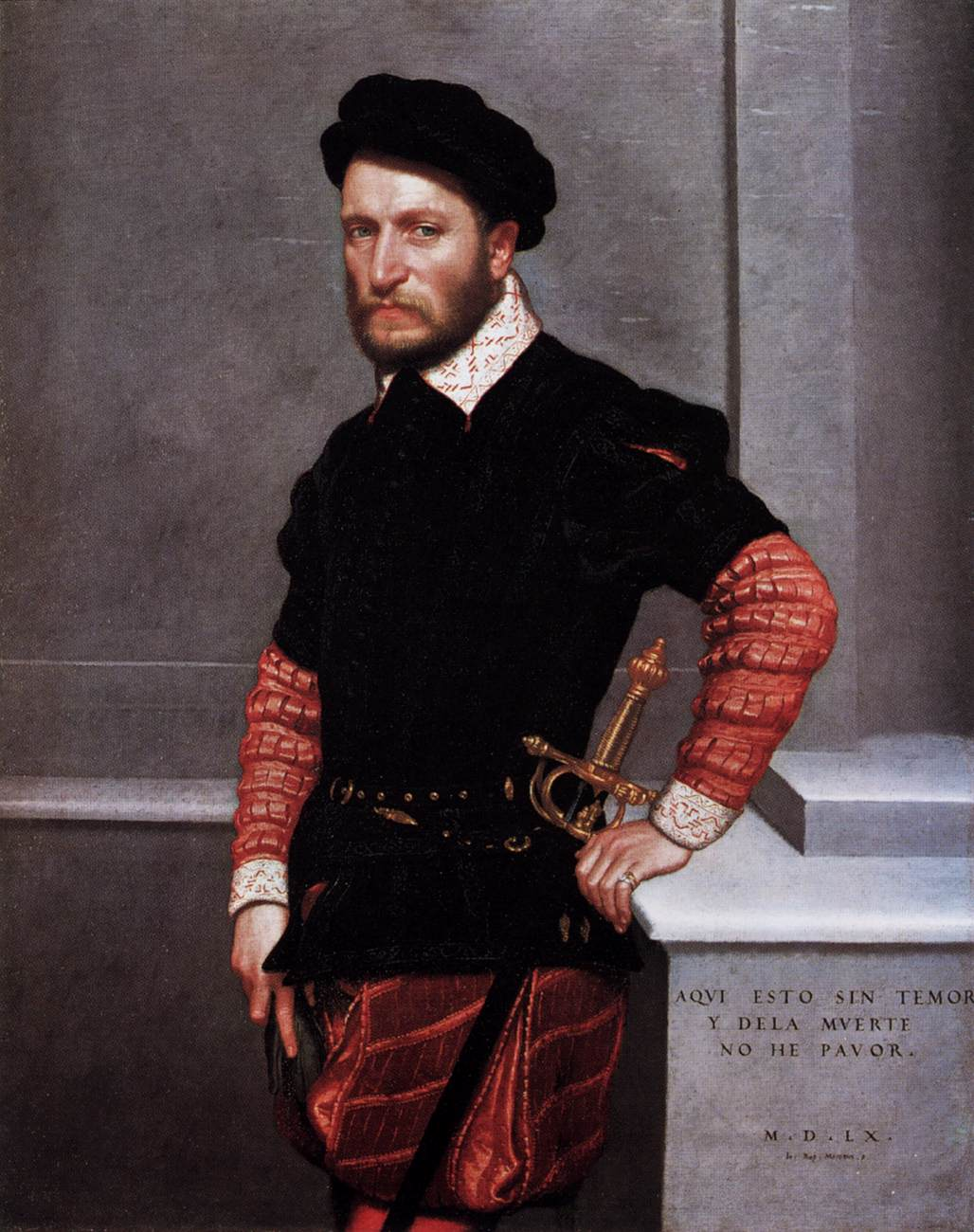
Gabriel III. de la Cueva y Girón (um 1515–1571), 5. Duque de Alburquerque, Vizekönig von Navarra, Gouverneur des Herzogtums Mailand
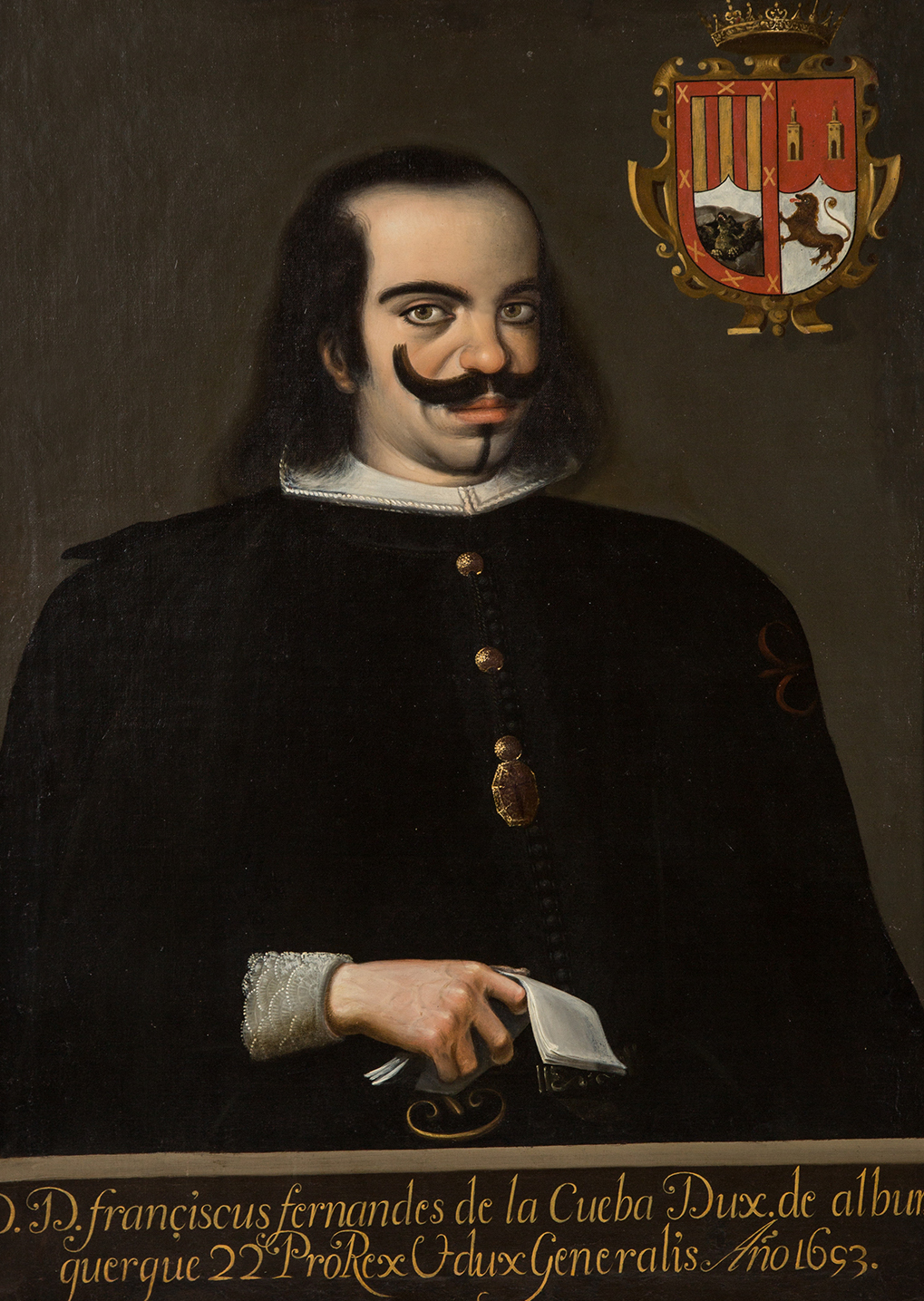
Francisco Fernández de la Cueva (1619–1676), 8. Duque de Alburquerque, Vizekönig von Neuspanien und Sizilien
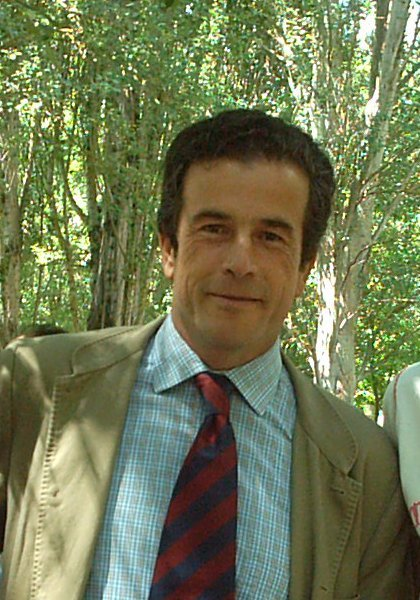
Juan Miguel Osorio y Beltrán de Lis (* 1958), 19. Duque de Alburquerque, 8. Duque de Algete